# Tetraloniella ayala
Tetraloniella ayala är en biart som beskrevs av Laberge 2001. Tetraloniella ayala ingår i släktet Tetraloniella och familjen långtungebin. Inga underarter finns listade i Catalogue of Life.